# Alvan Cullom
Alvan Cullom (* 4. September 1797 in Monticello, Wayne County, Kentucky; † 20. Juli 1877 in Livingston, Tennessee) war ein US-amerikanischer Politiker. Zwischen 1843 und 1847 vertrat er den Bundesstaat Tennessee im US-Repräsentantenhaus.

## Werdegang
Alvan Cullom war der ältere Bruder des Kongressabgeordneten William Cullom (1810–1896) und ein Onkel von Shelby Moore Cullom (1829–1914), der Gouverneur von Illinois und US-Senator für diesen Staat war. Er genoss eine gute Grundschulausbildung. Nach einem anschließenden Jurastudium und seiner im Jahr 1823 erfolgten Zulassung als Rechtsanwalt begann er in Monroe in seinem neuen Beruf zu arbeiten. Gleichzeitig schlug er als Mitglied der Demokratischen Partei eine politische Laufbahn ein. In den Jahren 1835 und 1836 saß er als Abgeordneter im Repräsentantenhaus von Tennessee.
Bei den Kongresswahlen des Jahres 1842 wurde er im vierten Wahlbezirk von Tennessee in das US-Repräsentantenhaus in Washington, D.C. gewählt, wo er am 4. März 1843 die Nachfolge von Thomas Jefferson Campbell antrat. Nach einer Wiederwahl konnte er bis zum 3. März 1847 zwei Legislaturperioden im Kongress absolvieren. Diese waren seit 1845 von den Ereignissen des Mexikanisch-Amerikanischen Krieges bestimmt.
Nach seinem Ausscheiden aus dem US-Repräsentantenhaus praktizierte Cullom wieder als Anwalt. Von 1850 bis 1852 war er Richter im vierten Gerichtsbezirk von Tennessee. Im Jahr 1861 war er Delegierter auf einer erfolglosen Konferenz in der Bundeshauptstadt Washington, auf der der Ausbruch des Bürgerkrieges verhindert werden sollte. Alvan Cullom starb am 20. Juli 1877 in Livingston, wo er auch beigesetzt wurde.